# Якурим
Якури́м — река в России, протекает в Усть-Кутском районе Иркутской области. Левый приток Лены.
Длина реки 73 км. Исток в тайге к северу от города Усть-Кут. Течёт по тайге на юго-юго-восток. В среднем течении на левом берегу находится посёлок Минган (отдалённая часть города). Впадает в Лену по левому берегу в 3448 км от её устья, к югу от ж.-д. станции Якурим в восточной части Усть-Кута. Ранее в устье слева находился посёлок Якурим — ныне является микрорайоном города.
В городе реку пересекают Байкало-Амурская ж.-д. магистраль и автодорога А331 «Вилюй».
Река включена в перечень рек, являющихся местами нереста лососевых и осетровых рыб.
Основные притоки (от устья, в скобках указана длина в км)
- 15 км пр: Большая Рассоха (11)
- 19 км лв: Малая Красноярка (13)
- 28 км лв: Минган (40)
- 44 км пр: Хайрюзовка (16)
- 51 км пр: Усьма (24)
- 54 км пр: Дулисьма (23)